# Marchinino
Marchinino (ros. Мархинино) – wieś w Rosji, w rejonie czerepowieckim obwodu wołogodzkiego. W 2010 liczyła 56 mieszkańców.